# Оборона польской почты в Гданьске
Оборо́на по́льской по́чты в Гда́ньске (пол. Obrona Poczty Polskiej w Gdańsku) — один из первых боёв Второй мировой войны и польской кампании немецких войск, в ходе которого сотрудники польского почтового отделения в Гданьске (Данциге) 1 сентября 1939 года в течение 14 часов обороняли здание почты от частей вермахта и СС.

## Предыстория
Согласно условиям Версальского договора, с 1920 года Гданьск (Данциг) вновь стал вольным городом (под юрисдикцией Лиги Наций). Бо́льшую часть его населения составляли немцы (поляков было по разным оценкам от 2,4 до 34 %), поэтому всё управление города строилось на немецкий манер. Государственным языком также являлся немецкий. В соответствии с Парижским соглашением от 9 ноября 1920 года Польша представляла и защищала интересы граждан Гданьска (Данцига) за границей, а сама территория вольного города входила в польское таможенное пространство. В 1924 году Польша получила согласие Лиги Наций на создание транзитного военного склада на полуострове Вестерплатте и размещение небольшого гарнизона для его охраны.
На полуострове Вестерплатте Польша построила без разрешения городских властей шесть бетонных фортов. Службу в гарнизоне таможни Вестерплатте несли 205 военнослужащих, в распоряжении которых имелась 75‑мм пушка, две 37‑мм противотанковые пушки, четыре 81‑мм миномета, 41 пулемет и другое вооружение. Воинский контингент прибыл на полуостров на польских кораблях без ведома самоуправления Данцига.
Согласно Парижскому соглашению, к Польше также переходило неотъемлемое право пользования гданьским портом для экспорта и импорта товаров, а также организация своей почтовой, телеграфной и телефонной службы.
В 1921 году была создана Дирекция почт и телеграфов 2-й Речи Посполитой в Гданьске. Она расположилась в Старом городе, в здании на площади Яна Гевелия, 1/2, известном среди горожан как «польская почта». В подчинении Дирекции находились следующие почтовые учреждения:
- Гданьск-1 — располагался в том же здании, что и Дирекция, на площади Яна Гевелия, 1/2[3].
- Гданьск-2 — здесь производилась сортировка писем и посылок, поступающих и отправляемых по железной дороге. Почтовый офис находился на главном вокзале в помещении ПГЖД.
- Гданьск-3 — в этом отделении осуществлялась сортировка писем и посылок, поступающих и отправляемых морским путём. Офис располагался в гданьском порту[4].

В ночь на 5 января 1925 года в предместьях Гданьска было установлено 10 почтовых ящиков с польским гербом и надписью «Только для писем в Польшу». Уже на следующую ночь эти ящики подверглись вандализму со стороны немецких националистов, размалевавших их чёрно-бело-красными полосами.
В 1936 году Министерство обороны Польши и генерал Тадеуш Кутшеба разработали план захвата вольного города под предлогом беспорядков, в ходе которых на помощь немногочисленным польским жителям Данцига должны были прийти на помощь вооруженные «таможенники» и «почтальоны» аналогично тому, как 9 октября 1920 года в результате мятежа польского генерала Люциана Желиговского были захвачены Вильно и центральная часть Литвы.

План 1936 года базировался на использовании таможенного (военно-транзитного) склада на Вестерплатте и здания почтамта № 1 для интервенции, которая должна была завершиться за 6 часов. По плану на все почтовые объекты, кроме терминала в Вестерплатте, под видом гражданских сотрудников должны были быть направлены резервисты или члены тайной организации «Стрелецкий союз», прошедшие военную подготовку. 
Претензии Германии на вольный город стали одним из главных поводов для нападения на Польшу. 1 сентября 1939 года немцы объявили о включении Данцига в состав рейха и приступили к ликвидации всех польских институтов на его территории. Главными из них были почтовое ведомство и военно-транзитный склад на Вестерплатте, ставшие первыми целями немецкого наступления во Второй мировой войне.

## План обороны почтамта
В 1939 году в здании Гданьска-1 работало около 110 человек. До апреля 1939 года организацию самообороны согласно плану Тадеуша Кутшебы возглавлял Альфонс Флисыковский, подреферент Дирекции почт и телеграфов, ветеран советско-польской войны. После обострения международного положения в марте 1939 года бойцы самообороны установили практику ночных дежурств. С апреля командование принял подпоручик Конрад Гудерский (псевдоним Конрад, или Инженер Конрад), присланный 2-м отделом Главного штаба Войска Польского. В Гданьске становилось всё более неспокойно. Нарастало враждебное отношение властей вольного города, участились нападения местных штурмовиков СА, гитлерюгенда и других боевых групп (при полной поддержке немецкой полиции). Опасаясь нападений, польские почтальоны выходили в город только по двое. В конце июля генеральный комиссар Речи Посполитой в Гданьске распорядился эвакуировать в Польшу семьи польских работников и почтовых служащих. Весь август прошёл в подготовке к обороне. Были убраны все деревья, окружавшие здание. Для усиления личного состава из Гдыни и Быдгоща дополнительно были направлены десять работников — унтер-офицеры резерва.

## План захвата
Немцы, в свою очередь, также готовились к захвату польского почтамта. Ещё в марте по приказу из Берлина власти вольного города приступили к созданию собственных вооруженных сил. Командование над ними принял специально прибывший из Германии генерал Фридрих Эберхардт. В июле 1939 года были сформированы два полка местной полиции. Негласно усиливались личным составом и оружием подразделения СА и СС. В июне 1939 года в Гданьск был тайно переброшен 3-й батальон 4-го полка СС «Остмарк», усиленный местными добровольцами и переименованный в SS Heimwehr Danzig (в октябре 1939 года это подразделение вошло в состав дивизии СС «Мертвая голова»). В распоряжении этого подразделения имелись австрийские бронемашины ADGZ, скрытно переброшенные сюда из Вены (одна или две машины были переданы подразделению СС «Судетенланд»). В начале июля под видом «вспомогательной полиции» был сформирован батальон СС «Е» под командой Курта Айманна. Командовать операцией должен был комендант полиции порядка полковник Вилли Бетке, а вся ответственность за неё легла на шефа гданьской полиции оберфюрера СС Иоганна Шеффера.
3 июля полиц-обермейстер Эрих Гёртц из 2-го отдела полиции предоставил разработанный им план атаки на здание Гданьска-1. Сам комиссариат гданьской полиции, в котором работал Гёртц, располагался в прилегающем к почтамту с южной стороны крыле старого гарнизонного госпиталя. Гёртц предложил начать штурм именно отсюда; наступление в лоб он считал слишком опасным. Здесь на первом и втором этажах были установлены пулемёты. Три группы по 15—20 человек должны были прорваться через ограждение со стороны двора и ворваться в здание. На прилегающих к зданию почтамта улицах немцы также оборудовали пулемётные гнезда: с севера — в здании на улице Щероца, 6; с запада — на втором и третьем этажах домов на улице Тартачной, 6 и 12; наконец, с юга обстрел должен был вестись из дома на улице Сукенничей, 4. В общей сложности в операции принимали участие около 180 человек, составивших особое подразделение из полицейских, а также солдат Айманна и Эберхардта.

## Перед штурмом
28 августа польские защитники почтамта в глубочайшей тайне доставили в здание оружие — три лёгких ручных пулемета Браунинга (образца 1928 года), около 40 пистолетов, несколько карабинов и гранат. 30 августа польский главный штаб окончательно отказался от военной операции в Гданьске. Это означало и отказ от обороны большинства польских объектов в городе. До сих пор точно не известно, касался ли приказ Вацлава Стахевича здания на площади Яна Гевелия и получил ли его подпоручик Конрад. Из допросов захваченных немцами защитников почтамта следует, что они ожидали обещанную помощь.
В ночь на 1 сентября 1939 года в здании почтового ведомства на площади Яна Гевелия, 1/2, находились 43 почтовых работника, один железнодорожник и десять человек, присланных на подмогу из Гдыни и Быдгоща, а также 67-летний сторож здания Ян Пипка, его жена Малгожата (работавшая уборщицей) и их приёмная дочь, 10-летняя Эрвина Бажиховска. Этой же ночью, сразу же после выступления Гитлера по радио, в здании польского почтамта было объявлено чрезвычайное положение. Был распечатан и оглашён тайный план «Tj» — план обороны почтамта № 1. Командование обороной принял на себя Конрад. Ровно в 4 часа утра немцы отключили здание от электричества и прервали телефонную связь. Сразу же состоялось собрание защитников Гданьска-1. Перед теми, кто не состоял в тайной организации, выступил подпоручик Конрад. Он объяснил, что назначен командиром обороны здания, а его заместителям является Альфонс Флисыковский. Директор гданьского округа почт и телеграфов доктор Ян Михонь зачитал инструкцию, предписывающую обороняться в течение шести часов. Потом Конрад выдал оружие и приказал наглухо заблокировать все входы и выходы здания.

## Оборона почтамта
На рассвете 1 сентября, в 4 часа 45 минут, жители Гданьска услышали звуки канонады: это «Шлезвиг—Гольштейн» начал обстрел Вестерплатте. Одновременно с залпами раздался сильный взрыв рядом с почтамтом. Бомба, брошенная из подвала Комиссариата полиции, моментально разворотила ограждение тыловой части здания, после чего в образовавшуюся брешь устремились две штурмовые группы, пытавшиеся сходу ворваться внутрь. Третья группа взорвала ворота в ограде со стороны улицы Сукенничей. Поляки ответили огнём из пулемётов и пистолетов, а также забросали нападавших ручными гранатами. Немцам всё же удалось высадить дверь и занять посылочный зал, но с помощью пулемётов и гранат защитники почтамта вынудили их отступить. Немецкие потери составили два человека убитыми и семь ранеными (включая командира одной из групп лейтенанта Альфреда Хаймлиха, получившего серьёзное ранение и вскоре скончавшегося в госпитале). Однако здание по-прежнему находилось под сильным огнём противника, в том числе и бронемашин SS Heimwehr Danzig.
Вскоре защитники услышали подозрительный стук со второго этажа. Оказалось, что немцы пробили стену из 2-го отдела полиции. Подпоручик Конрад забросал их гранатами, но и сам получил смертельное ранение. Командование обороной принял легкораненый Альфонс Флисыковский. Очередные атаки поляки отразили около 9 и 10 часов утра. Также безрезультатно закончились для немцев попытки атаковать здание бронемашинами.
Обеспокоенный упорством защитников польской почты, полковник Бетке связался со штабом генерала Эберхардта и попросил о помощи. К 11 часам сюда прибыли два орудия калибра 75 мм и с расстояния 50—60 м открыли огонь по зданию. Однако ответный огонь вынудил артиллеристов сменить позицию, а затем и вовсе прекратить огонь. В 13 часов в атаку вновь устремились бронемашины, которые сумели подобраться прямо к ограде. За ними укрылась пехота, пытавшаяся забросать окна гранатами. Несмотря на нехватку боеприпасов, защитникам снова удалось не допустить проникновения немцев в здание. Многие немецкие гранаты, отлетев от стен и рам, падали на землю и взрывались посреди атакующих. Раздосадованный Бетке прекратил атаки, чтобы эвакуировать жителей близлежащих домов. Одновременно он через мегафоны заявил, что если защитники почтамта не сдадутся в течение двух часов, здание будет разрушено вместе с ними. В это же время сапёры, присланные Эберхардтом, прорыли подкоп и заложили под стеной здания 600-килограммовый заряд. Прибыла также гаубица калибра 105 мм, которую развернули в 150 метрах от почтамта на улице Кросна.
Поскольку защитники почты не капитулировали, около 17 часов Бетке приказал взорвать здание. Дом сотрясло мощным взрывом. Одновременно начался огонь из всех трёх орудий. Поляки перебрались в подвал. Когда все преграды были сметены, немцы ворвались в здание и заняли все этажи, но подвал всё ещё оборонялся. Наконец, около 18 часов немцы подтащили огнемёты и подожгли почтамт. В пылающем подвале заживо сгорели три защитника почтамата — Брунон Маршалковский, Станислав Рековский и Бронислав Шульц, а также ещё двое, опознать которых не удалось. В результате тяжёлых ожогов позже, в госпитале, скончались Юзеф Митковский, Алойзы Франц, Бернард Биннебезель, Стефан Цывинский и сторож Ян Пипка. Здесь же, через семь недель, умерла и 10-летняя Эрвинка Бажиховска, в которую немцы выстрелили из огнемёта, когда она пыталась выбраться из горящего здания.

## Капитуляция
Дальнейшее сопротивление было невозможно. Около 19 часов на выходе из здания появился Ян Михонь с белым флагом. Он был застрелен. Такая же участь постигла и следующего парламентера, Юзефа Вонсика. Остальным защитникам немцы позволили покинуть горящий дом и отвезли их в камеры полиции на Окоповой улице, а через несколько дней — в гимназию «Виктория-шуле» на улице Хольцгассе. Там до 15 сентября допрашивали и пытали гданьских поляков — 28 почтовых служащих и Малгожату Пипку, жену сторожа. Шестнадцать раненых и обожженных немцы отправили в госпиталь гестапо.
Не все защитники почтамта оказались в руках немцев. В тот момент, когда они с поднятыми руками выходили через главный вход, шесть человек сумели проникнуть на задний двор. По крыше гаража они перебрались на соседнее здание на улице Сукенничей, 9, и через окна влезли в пустые квартиры, из которых все жильцы были эвакуированы. Там они умылись и переоделись в гражданскую одежду, после чего каждый спасался, как мог. Действовали беглецы, однако, не очень умело, и побег был быстро обнаружен: вернувшись в свои жилища, немцы нашли там польские почтовые мундиры с удостоверениями личности в карманах. 2 сентября в одной из облав немцы схватили Альфонса Флисыковского. Через несколько дней гестапо арестовало также Леона Фуза. Остальные четверо — Анджей Гуральский, Франтишек Милевчик, Владислав Милевчик и Аугустин Млынский — смогли бежать и пережить войну.

## Судебный процесс
Против защитников польского почтамта началось следствие. Инициатором его стал Ханс Вернер Гизеке, советник военного суда группы Эберхардта, который 1 сентября являлся офицером связи штаба группы и занимался отправкой гаубицы в помощь Бетке. Гизеке заявил, что, защищая своё учреждение с оружием в руках, польские почтовики допустили «партизанские действия», что по германским законам карается смертью. В течение нескольких дней Гизеке допросил всех защитников почтамта, включая раненых. Задавал он только два вопроса: «Вы участвовали в обороне здания 1/2 на площади Яна Гевелия? Вы стреляли при этом?»
После окончания допросов Гизеке вынес постановление об аресте и сформулировал обвинительное заключение. Судебный процесс начался 8 сентября 1939 года. Перед военно-полевым судом, на котором председательствовал доктор Курт Боде, предстали только 28 защитников польского почтамта в Гданьске. Десятерых раненых, находившихся в госпитале, было решено судить позднее. После нескольких часов судебного разбирательства все обвиняемые были приговорены к смертной казни. Такая же судебная расправа состоялась и 29 сентября над остальными десятью почтовиками. Приговор военного суда утвердил генерал Фридрих Эберхардт.
Приговорённые направили прошение о помиловании на имя генерала Вальтера фон Браухича, но тот отклонил прошение. 5 октября 1939 года 38 польских почтовиков были расстреляны на гданьской Заспе, недалеко от военного полигона, а их тела закопаны в заранее приготовленной братской могиле. Расстрел осуществили эсэсовцы из SS Heimwehr Danzig. Одним из командующих казнью был штурмбаннфюрер СС Макс Паули, тогдашний комендант лагеря Штуттгоф, впоследствии приговоренный к смертной казни через повешение британским военным трибуналом.
Могилу защитников польской почты обнаружили только в 1991 году во время строительных работ. После эксгумации и специальных исследований останки перезахоронили на кладбище жертв гитлеризма в Заспе — там, где уже были похоронены их товарищи, погибшие, умершие от ран и убитые гестапо, или в Штуттгофе. Здесь же покоятся шиманковские железнодорожники и члены их семей.

## Борьба за справедливость
После войны семьи и родственники погибших защитников гданьского польского почтамта начали борьбу за отмену немецких приговоров и реабилитацию осуждённых. Борьба эта растянулась на долгие годы, поскольку формально Гданьск не являлся территорией Польши и прежних его властных институтов уже не существовало. Семьи обращались прежде всего в Главную комиссию по расследованию гитлеровских преступлений в Польше, а затем в Главную комиссию по раскрытию преступлений против польского народа. Они также подключили нескольких германских журналистов и чиновников.  Вальтер фон Браухич скончался в 1948 году, не дожив до суда.
Участники суда над почтовиками Ханс Вернер Гизеке и Курт Боде прошли после войны процедуру денацификации и сделали хорошую карьеру в западногерманской юриспруденции: Гизеке стал директором земельного суда во Франкфурте-на-Майне, а Боде был судьёй, а затем вице-президентом Верховного земельного суда в Бремене. Только в 1960 году, по иску гражданина ФРГ — сына погибшего почтовика Казимежа Рогачевского, — прокуратура ФРГ начала следствие. Последнее продолжалось два года, но удалось добиться лишь отмены приговора. Подал иск также гражданин США Джордж (Ежи) Фуз, сын Леона Фуза. Эта судебная тяжба продолжалась много лет, когда уже и Гизеке, и Боде — скончались, не дожив до завершения судебного разбирательства. В итоге, суд отклонил иск Фуза о компенсации.
Тему трагедии гданьских почтовиков неоднократно поднимали в своих публикациях писатель Гюнтер Грасс (чей дядя-кашуб был одним из расстрелянных защитников почтамта), посвятивший обороне почтамта фрагмент своего романа «Жестяной барабан», а также журналист Михаэль Науманн. После обнаружения в 1991 году останков расстрелянных на Заспе почтовиков эта тема вновь привлекла внимание прессы и общества. Своё частное расследование предпринял немецкий журналист Дитер Шенк — вышедший на пенсию полицейский и сотрудник Интерпола. Результатом его труда стала книга «Польская почта в Гданьске. Об одной немецкой судебной расправе». Её публикация в 1995 году стала общественным событием в Германии.
25 мая 1998 года оба приговора по делу защитников почтамта были отменены земельным судом в Любеке, куда по совету Шенка подали свои иски дочери Флисыковского и Цыгальского. Суд признал, что при рассмотрении дела Боде допустил серьёзные нарушения действовавшего в то время права. Все защитники почтамта были реабилитированы, при этом было подтверждено, что:
- действовавший до 14 ноября уголовный кодекс Гданьска не предусматривал смертной казни;
- специальный военный закон, на основании которого были приговорены служащие почты, мог применяться только в отношении регулярных вооружённых частей вермахта, в то время как здание почтамта штурмовали подразделения СС и полиция;
- данный закон мог применяться только во время военных действий, в то время как немцы атаковали Польшу без объявления войны, официально признанной Германией лишь 3 сентября (после формального объявления войны Англией и Францией);
- здание почтамта № 1 являлось польской территорией, оборонявшейся поляками, а следовательно, его защитники не могли быть отнесены к партизанам;
- в ходе процесса была нарушена 43-я статья Гаагской конвенции, подписанной также и Германией;
- обвиняемые были лишены права на защиту.

## Список защитников
Ниже приводится полный список участников обороны здания польского почтамта № 1.
Погибшие 1 сентября 1939 года
- Юзеф Вонсик (род. 8 июля 1904) — начальник почтамта № 1.
- Конрад Гудерский (род. 19 февраля 1900) — подпоручик 2-го отдела Главного штаба Войска Польского, инженер, командир обороны.
- Брунон Маршалковский (род. 11 апреля 1904) — экспедитор (Гданьск-2).
- Доктор Ян Михонь (род. 1 июня 1888) — исполняющий обязанности директора польской почтовой службы в Гданьске.
- Станислав Рековский (род. 17 сентября 1900) — экспедитор.
- Бронислав Шульц (род. 3 октября 1910) — почтальон (Гданьск-3).
- Неизвестный (тело не опознано).
- Неизвестный (тело не опознано)[21].

Умерли в госпитале от полученных ран и ожогов
- Эрвина Бажиховска (16 октября 1929 — 20 октября 1939) — приёмная дочь сторожа Яна Пипки, скончалась от ожогов 2-й и 3-й степени.
- Бернард Биннебезель (20 мая 1893 — 4 сентября 1939) — помощник, скончался от огнестрельного ранения в живот и повреждения черепа.
- Юзеф Нитковский (15 июня 1885 — 31 октября 1939) — контролер, скончался от ожогов 2-й и 3-й степени.
- Ян Пипка (20 июля 1872 — 2 сентября 1939) — сторож здания, скончался от ожогов 2-й и 3-й степени.
- Алойзы Франц (17 февраля 1905 — 5 сентября 1939) — помощник, скончался от ожогов 2-й и 3-й степени.
- Стефан Цивинский (29 мая 1907 — 2 сентября 1939) — помощник, скончался от ожогов 2-й и 3-й степени.

Расстреляны на Заспе 5 октября 1939 года
- Владислав Базгер (род. 22 апреля 1911) — старший помощник (один из десяти сотрудников, присланных в Гданьск из Быдгоща и Гдыни).
- Ян Банашковский (род. 17 октября 1904) — почтальон (один из десяти сотрудников, присланных в Гданьск из Быдгоща и Гдыни).
- Гелиодор Беккер (род. 3 июля 1904) — помощник.
- Алойзы Бела (род. 9 июня 1899) — почтальон.
- Анджей Бинковский (род. 11 ноября 1902) — почтальон (один из десяти сотрудников, присланных в Гданьск из Быдгоща и Гдыни).
- Стефан Бончковский (род. 4 января 1906) — почтальон (один из десяти сотрудников, присланных в Гданьск из Быдгоща и Гдыни).
- Флориан Будзяк (род. 1 октября 1911) — почтальон (один из десяти сотрудников, присланных в Гданьск из Быдгоща и Гдыни).
- Леонард Вишневский (род. 2 января 1904) — экспедитор.
- Казимеж Гданец (род. 17 января 1907) — водитель.
- Конрад Грота (род. 26 июля 1906) — почтальон.
- Юзеф Жепка (род. 25 ноября 1899) — старший экспедитор.
- Ян Климек (род. 20 сентября 1889) — старший экспедитор.
- Франтишек Клинкош (род. 22 декабря 1899) — экспедитор.
- Владислав Копровяк (род. 21 мая 1897) — старший помощник (один из десяти сотрудников, присланных в Гданьск из Быдгоща и Гдыни).
- Франтишек Краузе (род. 13 августа 1900) — почтальон.
- Франтишек Кунц (род. 24 июня 1907) — почтальон.
- Войцех Курковский (род. 24 апреля 1893) — экспедитор.
- Аугустин Лис (род. 27 ноября 1900) — старший почтальон.
- Франтишек Магульский (род. 2 сентября 1904) — старший экспедитор.
- Бернард Маевский (род. 7 декабря 1907) — старший почтальон.
- Ян Новак (род. 4 февраля 1890) — начальник отделения.
- Стефан Новаковский (род. 21 августа 1901) — экспедитор.
- Казимеж Ожеховский (род. 23 декабря 1915) — помощник.
- Брунон Пеловский (род. 29 августа 1902) — водитель.
- Сильвестр Плошинский (род. 7 декабря 1906) — почтальон (один из десяти сотрудников, присланных в Гданьск из Быдгоща и Гдыни).
- Игнацы Полом (род. 6 июля 1898) — старший экспедитор.
- Александр Рацкий (род. 14 октября 1903) — экспедитор.
- Казимеж Рогачевский (род. 25 марта 1903) — экспедитор.
- Франтишек Ромбца (род. 4 января 1904) — экспедитор.
- Игнацы Сикорский (род. 23 октября 1895) — начальник отдела.
- Юзеф Стшелецкий (род. 15 марта 1887) — старший экспедитор.
- Петр Тешмер (род. 16 ноября 1894) — писарь 1-го класса ПГЖД.
- Альфонс Флисыковский (род. 22 сентября 1902) — подреферент.
- Максимилиан Цигальский (17 сентября 1900) — старший помощник.
- Леон Шрайбер (род. 5 сентября 1912) — младший почтальон (один из десяти сотрудников, присланных в Гданьск из Быдгоща и Гдыни).
- Ян Эллварт (род. 3 ноября 1905) — экспедитор.

Судьба Леона Фуза
Леон Фуз (род. 21 февраля 1895), старший техник, сумел уйти во время капитуляции. Однако 7 сентября он был схвачен немцами и помещён в лагерь Штуттгоф. В декабре 1939 года он был опознан как один из защитников здания почтамта № 1 и расстрелян в лагере или в Пяснице.
Пережили войну
- Анджей Гуральский (род. 21 июля 1910) — помощник (один из десяти сотрудников, присланных в Гданьск — приехал из Быдгоща в конце августа 1939).
- Франтишек Мелевчик (род. 2 декабря 1910) — водитель.
- Владислав Милевчик (2 мая 1901—1983) — водитель.
- Аугустин Млынский (род. 25 ноября 1905) — старший почтальон.
- Малгожата Пипкова — уборщица, жена сторожа Яна Пипки. Вышла из здания во время капитуляции, была арестована и до 1943 года содержалась в различных местах заключения в Гданьске. Скончалась в 1963 году.

## Память
Работники отделения Гданьск-1, члены профессионального почтового союза, в 1946 году были награждёны самым почётным польским орденом — «Виртути милитари». С 1999 года все защитники — почётные граждане Гданьска.
В оборонявшемся в 1939 году здании польского почтамта № 1 в Гданьске ныне работает музей почты и телекоммуникаций, который был открыт 1 сентября 1979 года, в день 40-й годовщины трагических событий. Площадь перед зданием (ранее площадь Яна Гевелия) переименована в площадь Защитников польской почты. В том же 1979 году на площади перед зданием был установлен памятник защитникам польской почты работы скульптора Винценты Кучмы. Памятник представляет собой фигуру смертельно раненого почтового служащего, которому богиня Ника подаёт винтовку. Из его почтовой сумки высыпаются письма. Памятник изготовлен из нержавеющей стали. Авторами бронзовой эпитафии являются Мария и Зигфрид Корпальские.
В 1958 году в обращение поступила польская марка, посвящённая защите почты в Гданьске. На ней — служащий с карабином в руке на фоне польского городского почтового ящика 1939 года, над которым надпись «Oni byli pierwsi» («Они были первыми»). К этой марке вышли два конверта первого дня: один был погашен в Гданьске штемпелем с символическим изображением карабина и надписью «1.IX.1939. Защита Почты»; другой в Варшаве, на нём — карабин, рожок почтальона и письмо.
В 1979 году почтовое ведомство Польской Народной Республики выпустило марку и почтово-благотворительный блок, посвящённые 40-летию нападения нацистской Германии на Польшу и обороне польской почты в Гданьске.
Оборона почтамта Гданьск-1 в кинематографе
- Драматическим событиям сентября 1939 года в Гданьске посвящён фильм Станислава Ружевича «Вольный город» (1958), удостоенный серебряной медали на VII Всемирном фестивале молодёжи и студентов в Вене в 1959 году. Через девять лет режиссёр вернулся к теме героической обороны польского побережья в сентябре 1939 года, сняв картину «Вестерплатте».
- В 1979 году западногерманский кинорежиссёр Фолькер Шлёндорф экранизировал роман Гюнтера Грасса «Жестяной барабан». В фильме (как и в книге) имеются эпизоды обороны почтамта.